# Mechanics’ Institute Chess Club
Der Mechanics’ Institute Chess Club in San Francisco ist der älteste bestehende Schachverein in den Vereinigten Staaten.
Die Vereinsgründung erfolgte im Jahr 1855 zu einem Zeitpunkt, als San Francisco noch als Teil des Wilden Westens betrachtet wurde. Erst sieben Jahre zuvor hatte der kalifornische Goldrausch das Wachstum der Stadt eingeleitet. 
Das San Francisco Mechanics’ Institute umfasste seit Beginn eine Bibliothek und den „Chess Room“ in der Post Street, Nr. 57. Weltweit existiert eine Reihe anderer Mechanics-Institute, besonders im Vereinigten Königreich und  Australien. Ursprünglich waren diese Einrichtungen als Büchereien und Bildungsstätten für Angehörige der Arbeiterklasse konzipiert. Die Institution in San Francisco war zudem in die Vorphase der Gründung der Universität Berkeley einbezogen.
Der erste Weltklassespieler, der den Schachverein besuchte, war Johannes Zukertort, der im Juli 1884 fast einen Monat in der Stadt verbrachte. Schon in den Jahren 1851 und 1852 hatte sich der berühmte Meister Pierre Saint-Amant als französischer Konsul in San Francisco aufgehalten. Anscheinend war er jedoch an der Gründung des Klubs nicht mehr beteiligt.
Bis in die Gegenwart spielten zahlreiche prominente Meister Partien in dem traditionsreichen Klub oder gaben Simultanvorstellungen. Darunter waren mehrere Schachweltmeister, angefangen mit Emanuel Lasker und José Raúl Capablanca. 
Leiter des Chess Room ist derzeit der Internationale Meister John W. Donaldson. In den Vereinsräumen trafen sich auch die Spieler der San Francisco Mechanics, um ihre Internet-Teamkämpfe in der United States Chess League zu bestreiten. Diese einzige nationale Schachliga der USA, die von 2005 bis 2015 bestand, wurde 2006 von den Mechanics gewonnen.